# Lytton-Report

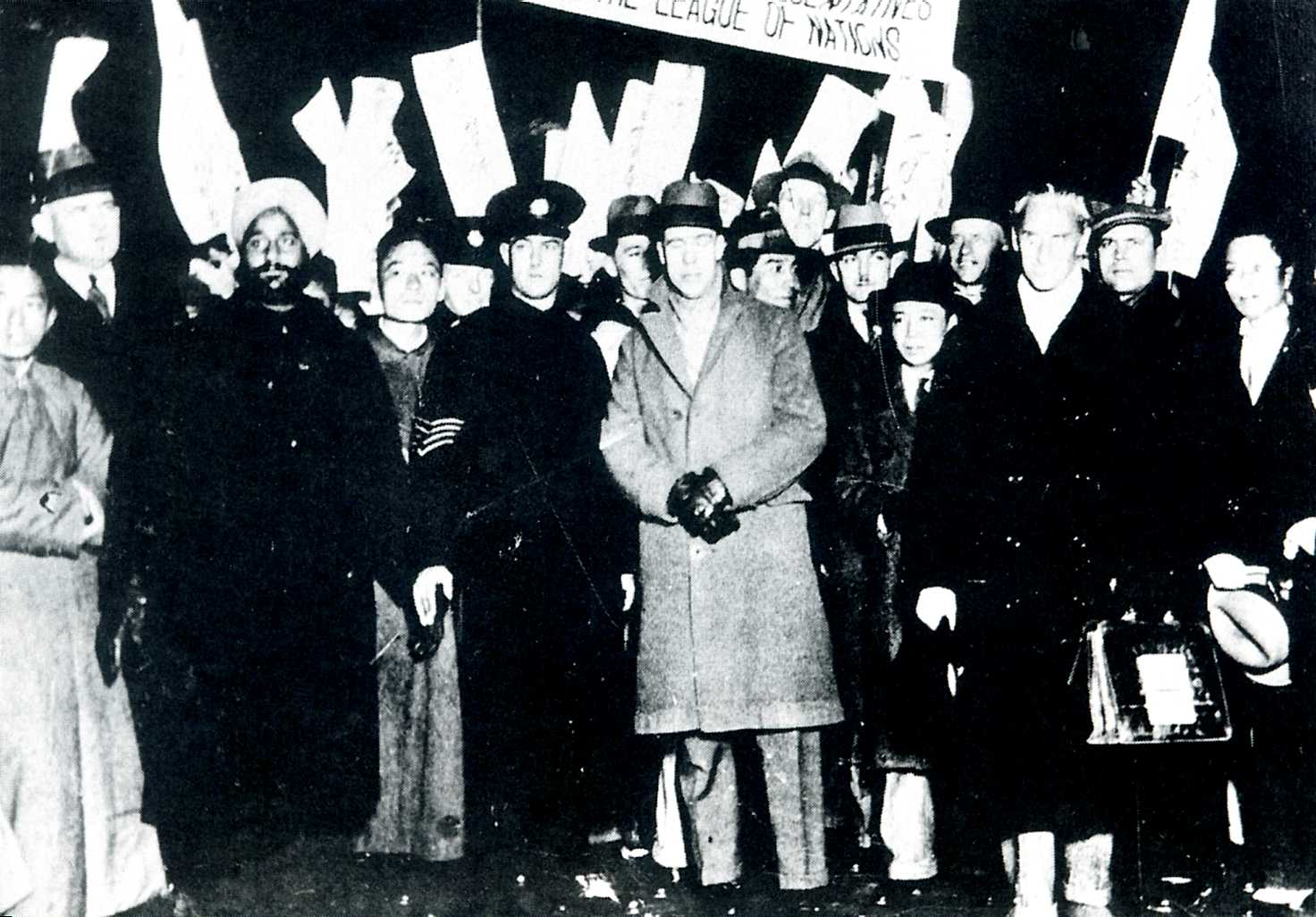
Die Lytton-Kommission in Shanghai, Lytton in der Mitte mit Mantel

Der Lytton-Report (japanisch リットン報告書, Ritton Hōkokusho) ist der Name des am 2. Oktober 1932 vorgestellten Berichts der vom Völkerbund am 21. November 1931 eingesetzten Lytton-Kommission (japanisch リットン調査団, Ritton Chōsadan). Die Kommission war auf Vorschlag des japanischen Vertreters vom Völkerbund, Yoshizawa Kenkichi, berufen worden, um den zwei Monate zurückliegenden Mukden-Zwischenfall zu untersuchen.

## Die Kommission
Die Bezeichnung Lytton-Kommission leitet sich vom Namen des Vorsitzenden, dem früheren Vizekönig von Indien, Victor Bulwer-Lytton ab. Weitere Mitglieder waren der französische General Henri Claudel, der italienische Graf Luigi Aldrovandi Marescotti, der amerikanische General Frank Ross McCoy und der Deutsche Heinrich Schnee.

## Der Bericht

Die Lytton-Kommission bei der Untersuchung der Eisenbahn-Explosion, die die Krise auslöste

Die Kommission sollte zur Klärung der Schuldfrage uneingeschränkte Bewegungsfreiheit erhalten, hatte aber keinerlei Weisungsbefugnis gegenüber den in der Region stationierten japanischen Truppen und kam deswegen nur zu wenig Erkenntnissen. Japan schlug bewusst die Einsetzung einer Kommission vor, um in der Zwischenzeit die Einrichtung des Marionettenstaats Mandschukuo in der inzwischen besetzten Mandschurei weiter zu forcieren. Die Hoffnungen Japans bewahrheiteten sich, denn erst im September 1932, also etwa ein Jahr nach dem ersten Zwischenfall, wurde der Bericht fertiggestellt. In der Zwischenzeit hatten die Japaner die Gründung Mandschukuos abgeschlossen (Proklamation des Staates Mandschukuo am 18. Februar 1932). Aufgrund der begrenzten Nachforschungsmöglichkeiten der Kommission war der Bericht nur sehr vage formuliert, ließ Spielraum für Interpretationen und vermied eine offene Schuldzuweisung für den Mukden-Zwischenfall. So konnten die Japaner weiterhin behaupten, dass der Anschlag von chinesischer Seite ausging und sie lediglich in Selbstverteidigung gehandelt hatten, als sie noch in der Nacht gegen chinesische Garnisonen losschlugen. Obwohl die Unrechtmäßigkeit des weiteren japanischen Vorgehens festgehalten wurde, schlug der Bericht eine Autonomie der Mandschurei innerhalb der Republik China vor, wobei jedoch die „besonderen Rechte und Interessen“ Japans anerkannt wurden.
Der Lytton-Bericht führte zu großer Enttäuschung in China, da auf seiner Grundlage keinerlei Sanktionen des Völkerbundes gegen Japan möglich waren. Nach heutigem Stand der Forschung geht man davon aus, dass der Anschlag von Mukden eine Inszenierung der japanischen Kwantung-Armee war, um einen Vorwand zur Besetzung der Mandschurei zu haben.

## Nachspiel
Bereits im September 1932, noch vor der offiziellen Vorstellung des Berichts, baute Japan seine Beziehungen zu Mandschukuo zu offiziellen diplomatischen Beziehungen aus, was vermuten lässt, dass der Inhalt des Berichts den Japanern bereits vorher bekannt und sie mit diesem zufrieden waren. Als der Bericht im Februar 1933 dem Völkerbund vorgestellt wurde, kam es zu einem Antrag mehrerer Staaten, Japan trotz des Berichts die Schuld am Mukden-Zwischenfall zuzuweisen. Daraufhin verließ der japanische Gesandte beim Völkerbund, Matsuoka Yōsuke den Saal und Japan verkündete am 27. März 1933 seinen Austritt aus dem Völkerbund. In der Folgezeit nutzte Japan die innere Instabilität Chinas, um seine Stellung im Norden des Landes durch weitere militärische Kampagnen auszubauen, bis es 1937 zum Ausbruch des Zweiten Japanisch-Chinesischen Krieges kam.